# Día de San Nicolás
El Día de San Nicolás se festeja el 6 de diciembre en muchos países, especialmente en Europa. La celebración honra a San Nicolás de Bari, uno de los santos más conocidos del cristianismo, cuyas virtudes y milagros han sido venerados a lo largo de siglos en diversas tradiciones religiosas y populares.
San Nicolás nació en el siglo III en Patara, una antigua ciudad en la región de Licia (actualmente en Turquía). Poco se sabe con certeza sobre su vida, pero según la tradición, fue obispo de Myra, otra ciudad de Asia Menor, que hoy corresponde a Demre en Turquía. Durante las persecuciones de cristianos por el emperador Diocleciano, Nicolás fue capturado y encarcelado debido a su fe, pero fue liberado años después cuando el emperador Constantino I ascendió al trono y promulgó el Edicto de Milán en el año 313, que otorgó libertad de culto a los cristianos. 
En el siglo XI, Bari, en el sur de Italia, se convirtió en un importante centro de peregrinación para los devotos de San Nicolás. En el año 1087, un grupo de marineros y comerciantes de Bari trasladó las reliquias del santo desde Myra hasta esta ciudad italiana, que se encontraba bajo amenaza de invasión islámica. Las reliquias fueron depositadas en la Basílica de San Nicolás en Bari, construida especialmente para honrar al santo, y desde entonces ha sido un importante lugar de peregrinación para cristianos de todas partes.
San Nicolás es considerado patrón de numerosos países y ciudades, como Bulgaria, Grecia, Rusia, Alicante, Ámsterdam, Bari, San Nicolás de los Arroyos en Argentina, entre otros. Además, es el santo patrono de marineros, niños, prestamistas, personas acusadas injustamente y de muchos otros grupos, a quienes se le atribuye la protección en tiempos de necesidad. 

## Costumbres y tradiciones
La festividad de San Nicolás se celebra el 6 de diciembre en varios países de Europa Central y Europa del Norte, incluyendo los Países Bajos, Bélgica, Alemania y Austria. Aunque las tradiciones varían de un lugar a otro, todas giran en torno a la figura benevolente de San Nicolás y su papel como protector de los niños y patrono de diversas causas.
En los Países Bajos, el santo es conocido como Sinterklaas, y su llegada marca el comienzo de la temporada navideña. Según la tradición holandesa, Sinterklaas llega cada año desde España en barco, acompañado de su ayudante, Zwarte Piet. Este evento, conocido como la intocht van Sinterklaas (llegada de Sinterklaas), es una ceremonia pública que se celebra en puertos de todo el país, donde miles de personas se reúnen para dar la bienvenida al santo y a sus asistentes. La víspera del 5 de diciembre, los niños colocan sus zapatos cerca de la chimenea o en la puerta de su hogar y cantan canciones en honor a Sinterklaas. En respuesta, si han sido buenos, el santo deja pequeños regalos y dulces en los zapatos. Esta tradición ha dado origen a figuras similares como Santa Claus en Estados Unidos, cuya imagen fue moldeada a lo largo del siglo XIX en parte gracias a la influencia de inmigrantes holandeses y a escritores como Washington Irving y Clement Clarke Moore.
En Bélgica, la festividad de San Nicolás se celebra principalmente en las regiones de habla francesa y neerlandesa. En Valonia y Bruselas-Capital, el 6 de diciembre es considerado uno de los días más esperados por los niños, quienes reciben regalos, chocolates y speculoos (galletas típicas de la época). La noche previa, las familias suelen dejar heno y zanahorias para el caballo de San Nicolás como gesto de agradecimiento, y a cambio, San Nicolás les deja dulces en sus zapatos. En Bélgica también es común la figura del ayudante de San Nicolás, llamado Père Fouettard (Padre Látigo), quien recuerda a los niños la importancia de la buena conducta.
En Alemania, el 6 de diciembre es conocido como Nikolaustag (Día de San Nicolás). Aquí, San Nicolás suele ir acompañado de Knecht Ruprecht o Krampus, una figura que representa una advertencia a los niños que no se han portado bien. La tradición dicta que, la noche anterior, los niños deben dejar sus zapatos o botas junto a la puerta; si han sido obedientes, reciben dulces, frutas o pequeños regalos; de lo contrario, pueden encontrar carbón o ramas. En Baviera y otras regiones del sur, el personaje de Krampus ha generado festividades específicas, como el Krampuslauf (carrera de Krampus), en el que personas disfrazadas del ser demoníaco recorren las calles en una procesión festiva.
En Austria, la tradición de San Nicolás también se combina con la presencia de Krampus, especialmente en las regiones alpinas. Se realizan desfiles en los que personas disfrazadas de San Nicolás y de Krampus recorren las calles para “asustar” y entretener a los espectadores. Estos desfiles se han convertido en importantes atracciones turísticas y mantienen viva la leyenda de San Nicolás y su ayudante demoníaco, destacando el contraste entre recompensa y castigo.
En el Reino Unido y otras partes de Europa continental, la festividad de San Nicolás también incluye la tradición de entronizar a un obispo-niño. Esta costumbre medieval, conocida como el "obispo de los niños" o boy bishop, consiste en seleccionar a un niño de entre los estudiantes de una escuela o catedral para que "reine" simbólicamente desde el 6 de diciembre hasta el Día de los Santos Inocentes, el 28 de diciembre. Esta práctica, que representa la pureza y la inocencia de los niños, permite que el obispo-niño realice funciones simbólicas, como impartir bendiciones y dirigir procesiones en honor a San Nicolás. La tradición del obispo-niño se mantuvo viva durante siglos y hoy en día se ha revitalizado en algunas catedrales de Inglaterra, como la Catedral de Hereford.

## Relación con la Navidad
En la actualidad, San Nicolás es ampliamente conocido como el inspirador de Santa Claus o Papá Noel, una figura esencial de la Navidad, especialmente en el mundo occidental. La transformación de San Nicolás en Santa Claus comenzó en Estados Unidos durante el siglo XIX, impulsada por una mezcla de tradiciones europeas y la creciente influencia cultural estadounidense. 
La imagen moderna de Santa Claus fue popularizada en gran parte por el poema A Visit from St. Nicholas (comúnmente conocido como "The Night Before Christmas"), escrito por Clement Clarke Moore en 1823. En este poema, se describe a Santa como un hombre alegre, de barba blanca, que vuela en un trineo tirado por renos y entra en las casas a través de la chimenea para dejar regalos a los niños. Moore combinó elementos de las tradiciones europeas sobre San Nicolás y las adaptó a un contexto estadounidense, creando así una figura que se aleja del obispo medieval y se convierte en el símbolo de generosidad que conocemos hoy.
Otro factor importante en la consolidación de Santa Claus fue el trabajo del caricaturista Thomas Nast, quien a partir de la década de 1860 en la revista Harper's Weekly, ilustró a Santa Claus como un hombre regordete, con barba blanca y vestido de rojo. Nast también estableció otros elementos de la leyenda moderna de Santa Claus, como su residencia en el Polo Norte y su taller de juguetes. A lo largo de las décadas, estas representaciones fueron adaptadas por la publicidad y la cultura popular, incluyendo la famosa campaña de la Coca-Cola en la década de 1930, que consolidó la imagen de Santa Claus con su icónico traje rojo.
En muchos países europeos, como Países Bajos, Bélgica, Alemania y Austria, San Nicolás sigue siendo una figura central de la temporada navideña, y se celebra el 6 de diciembre, día de su festividad. En estas regiones, San Nicolás o Sinterklaas trae regalos a los niños en esa fecha, manteniendo la tradición de dejar dulces y pequeños obsequios en los zapatos de los niños la noche anterior. Esta tradición de regalos el 6 de diciembre es especialmente popular en Países Bajos, donde Sinterklaas llega desde España y es celebrado con gran entusiasmo, destacando las diferencias culturales y el simbolismo de San Nicolás como protector de los niños.
En contraste, en países como Estados Unidos, Canadá y Reino Unido, la figura de Santa Claus se asocia principalmente con la Nochebuena, cuando se cree que Santa viaja por el mundo en su trineo para dejar regalos bajo el árbol de Navidad. Esta adaptación cultural refleja la fusión de tradiciones y la creación de un personaje que, aunque basado en San Nicolás, ha evolucionado en respuesta a los valores y prácticas culturales de cada región.